# Günther Bachmann
Günther Bachmann (* 1955 in West-Berlin) ist ein deutscher Nachhaltigkeits- und Umweltwissenschaftler, Redner und Publizist. Er nimmt zu aktuellen Themen aus Politik und Nachhaltigkeit Stellung und ist in entsprechenden nationalen und internationalen Netzwerken aktiv. 

## Leben
Bachmann wurde in Berlin geboren und studierte dort bis 1978 Landschaftsplanung an der Technischen Universität. Nach Studien- und Forschungsaufenthalten (Jean-Monnet-Stipendium am Europäischen Hochschulinstitut in Italien, German Marshall Fund in den USA) war er von 1983 bis 2001 im Umweltbundesamt tätig. Seine Promotion erfolgte 1985. Er war maßgeblich an der Entstehung des Bundes-Bodenschutzgesetzes und seiner Regelwerke beteiligt. Den Bundesverband Boden hat er mitbegründet. 
Von April 2001 bis März 2020 leitete er die Geschäftsstelle des Rates für Nachhaltige Entwicklung (RNE) und war seit Juni 2007 dessen Generalsekretär. Auf ihn geht die Erweiterung der Reichweite des RNE zurück, vor allem durch die Regionalen Netzstellen Nachhaltigkeitsstrategien (RENN), die Förderung von Ideen und Initiativen zur nachhaltigen Alltagskultur, einen kontinuierlichen Dialog mit Bürgermeistern deutscher Groß- und Mittelstädte sowie den Deutschen Nachhaltigkeitskodex, mit dem Unternehmen über die Nachhaltigkeitsaspekte ihres Geschäftsmodells berichten und es zugleich intern vorantreiben. Auf internationaler Ebene hat er 2019 das Globale Forum für nationale Gremien mit Beratungsauftrag zur Nachhaltigkeit initiiert und für den RNE mitbegründet. 
Von 2014 bis 2022 war er Honorarprofessor an der Leuphana Universität Lüneburg. Er ist Vorstand des Deutschen Nachhaltigkeitspreises. Als Fellow der NGO Conservation International setzt er sich für eine konstruktive Wende der globalen Biodiversitätspolitik ein. Er ist in mehreren Beiräten und Ehrenämtern aktiv (unter anderem Berliner Stadtreinigung, Andechser Kreis für sinnorientierte Unternehmensführung, ver.de für nachhaltige Entwicklung eG). Er war Mitglied im Kuratorium der Allianz Umweltstiftung, im Wissenschaftlichen Beirat des Thünen-Instituts sowie der Wissenschaftsplattform Nachhaltigkeit der Bundesregierung.
Bachmann publiziert regelmäßig Bücher und Artikel zu aktuellen Fragen der nachhaltigen Entwicklung und des Umweltschutzes.